# Enrico Barth
Enrico Barth (* 6. Oktober 1969) ist ein ehemaliger deutscher Fußballspieler. Die meiste Zeit in seiner Karriere war er für den FC Erzgebirge Aue und seine Vorgänger sowie für den SV Waldhof Mannheim aktiv.

## Karriere
Er spielte in der Jugend für die BSG Wismut Aue und lief nach seiner Jugendzeit für die zweite Mannschaft von Wismut Aue. In der Saison 1989/90 nahm er mit dieser Mannschaft am FDGB-Pokal teil und sie trafen in der ersten Runde auf Dynamo Dresden. Bei der 0:6-Niederlage gegen die Mannschaft aus der DDR-Oberliga kam er über die gesamte Spielzeit zum Einsatz.
In der Saison 1989/90 debütierte er in der DDR-Oberliga für den Verein aus Aue, welcher nun unter dem Namen FC Wismut Aue antritt. Von Trainer Jürgen Escher wurde er bei der 0:1-Niederlage gegen den 1. FC Magdeburg am 7. April 1990 über die gesamte Spielzeit eingesetzt. Am Ende der Saison stieg er gemeinsam mit der Mannschaft als Vorletzter aus der DDR-Oberliga ab.
Nachdem Abstieg blieb er bei Wismut Aue und trat in der Saison 1990/91 in der DDR-Liga an. Am Ende der Saison belegte sie auf Grund der schlechteren Tordifferenz hinter dem FSV Zwickau den zweiten Platz in der Staffel B und mussten deswegen in der folgenden Saison in der Oberliga Nordost antreten.
Zur Saison 1993/94 wechselte er aus den Erzgebirge zum SV Waldhof Mannheim und debütierte er am 27. Juli 1993 in der 2. Bundesliga beim Spiel gegen Fortuna Köln. Von Trainer Jürgen Sundermann wurde er beim 1:1-Unentschieden über die gesamte Spielzeit eingesetzt. Die Saison 1996/97 beendet er mit den Mannheimern auf den 15. Tabellenplatz, was den Abstieg bedeutete.
Nach dem Abstieg kehrte er zur Saison 1997/98 ins Erzgebirge zurück und schloss sich den FC Erzgebirge Aue an. Um seine Karriere austrudeln zu lassen, wechselte er 2002 für eine Saison in die Auer Nachbarstadt zum FC 1910 Lößnitz.